# Перьево (Спасский сельсовет, Вологодский район)
Перьево — посёлок в Вологодском районе Вологодской области.
Входит в состав Спасского сельского поселения, с точки зрения административно-территориального деления — в Спасский сельсовет.
Расстояние по автодороге до районного центра Вологды — 22 км, до центра муниципального образования Непотягово — 12 км. Ближайшие населённые пункты — Подгорье, Обросцево, Дюково.
До 26 декабря 2001 года Перьево имело статус деревни.

## Население
| 2010 |
| ---- |
| 726  |

По переписи 2017 года население — 1012 человек (566 мужчин, 446 женщин). Преобладающая национальность — русские (99 %).